# Języki atlantyckie
     Języki bantu
     Języki kwa
     Języki kru
     Języki senufo
     Języki benue-kongijskie (grupa zachodnia)
     Języki woltyjskie
     Języki adamawa-ubangi
     Języki mande
     Języki atlantyckie

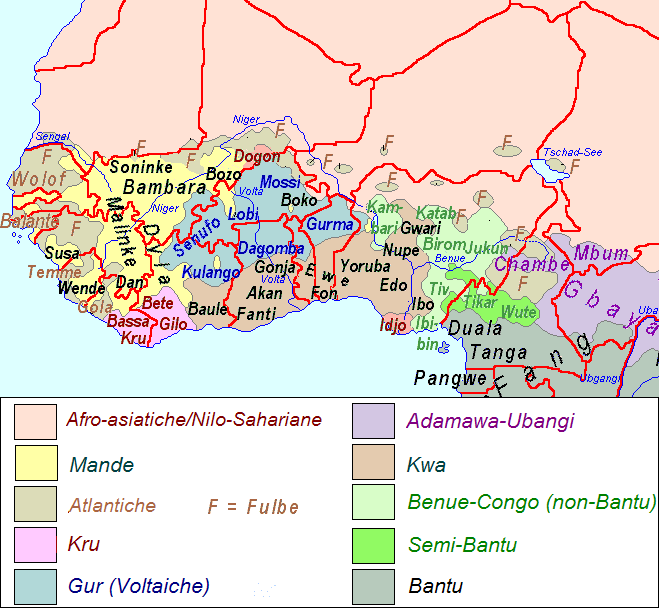
lokalizacja

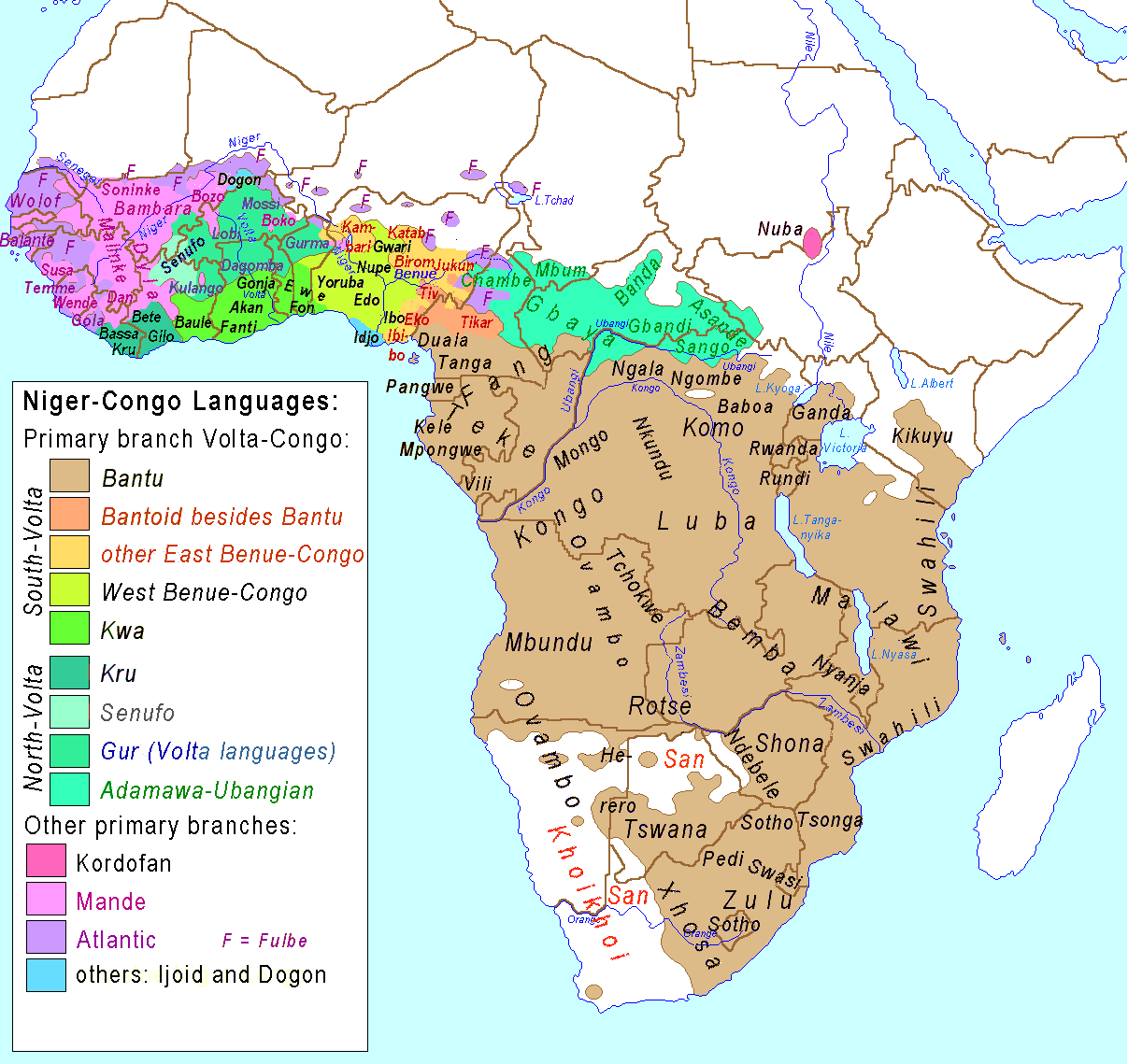
Mapa języków nigero-kongijskich:
Języki bantu
Języki kwa
Języki kru
Języki senufo
Języki benue-kongijskie (grupa zachodnia)
Języki woltyjskie
Języki adamawa-ubangi
Języki mande
Języki atlantyckie

Języki atlantyckie (lub zachodnioatlantyckie) – grupa języków z rodziny nigero-kongijskiej, według niektórych klasyfikacji stanowiąca podgrupę języków atlantycko-kongijskich. Używane wzdłuż wybrzeża Oceanu Atlantyckiego od Senegalu po Liberię. W przypadku języka ful, znaczące skupiska wzdłuż Sahelu, od Senegalu po Nigerię i Kamerun. Język ful i język wolof z Senegalu to najpopularniejsze języki z tej grupy, każdym z nich posługuje się kilka milionów ludzi.